# Сант-Анджело-Романо
Сант-Анджело-Романо (итал. Sant'Angelo Romano) — коммуна в Италии, располагается в регионе Лацио, в провинции Рим.
Население составляет 4199 человек (2008 г.), плотность населения составляет 196 чел./км². Занимает площадь 21 км². Почтовый индекс — 10. Телефонный код — 0774.
Покровителями коммуны почитаются святой архангел Михаил, священномученик Власий Севастийский, празднование 3 февраля, и святая Либерата.

## Демография
Динамика населения:

## Администрация коммуны
- Официальный сайт: http://www.comune.santangeloromano.rm.it/